# Собор (храм)

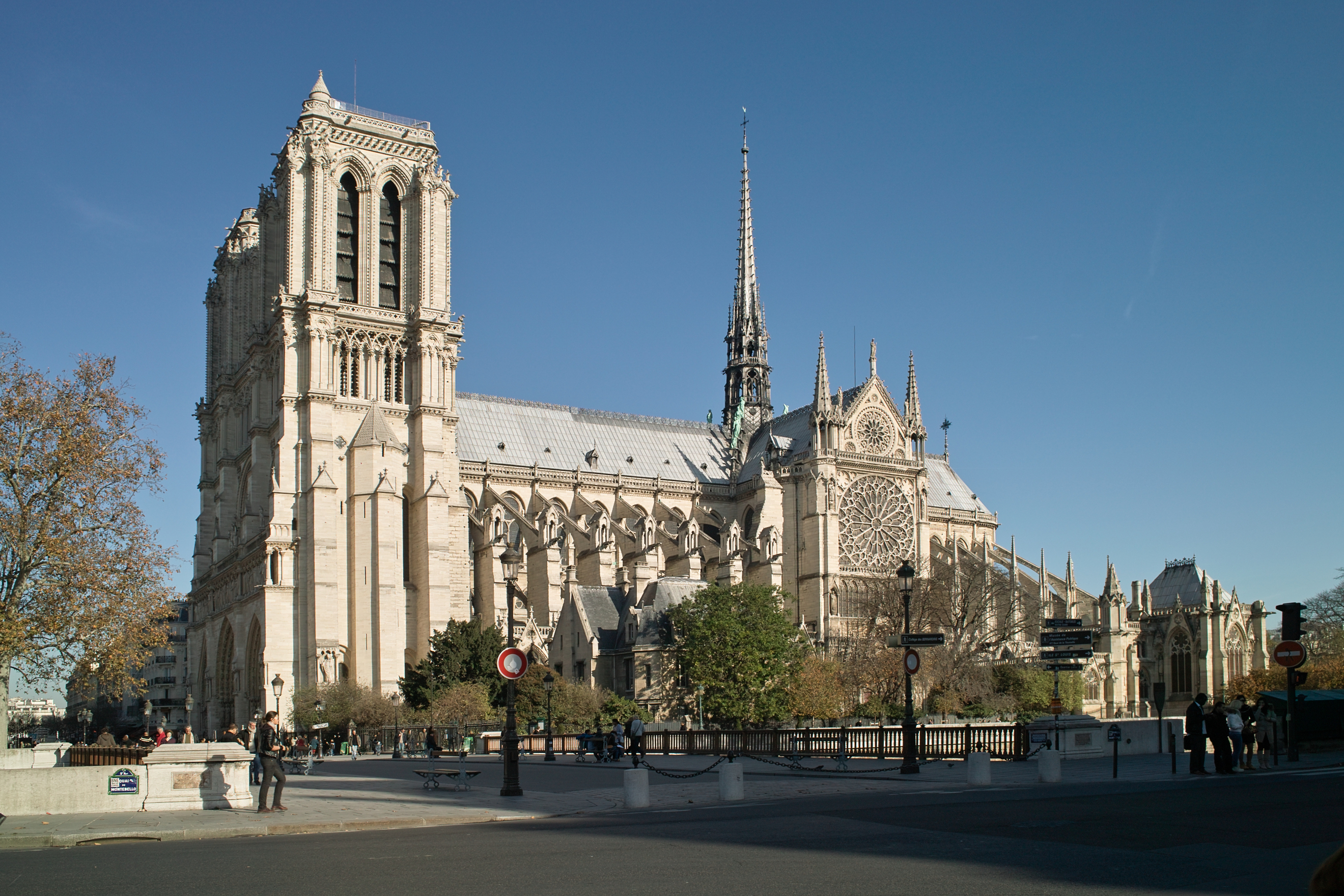
Собор Парижской Богоматери

Собо́р — главный христианский храм города или монастыря, в котором богослужение возглавляет епископ (архиепископ, митрополит, патриарх).
Русскому термину «собор» в западноевропейских языках соответствуют термины англ. cathedral, фр. cathédrale, нем. Kathedrale, итал. cattedrale, исп. catedral, происходящие от слова «кафедра». Тем самым они указывают на то, что речь идёт о кафедральном храме, в русском языке чаще именуемом «кафедральным собором». Другим термином для такой церкви на немецком языке является Dom от латинского domus ecclesiae (или domus episcopalis); также итальянский «дуомо», голландский Domkerk и родственные на многих других европейских языках. Кафедральные церкви обычно характерны для христианских деноминаций с епископской иерархией, таких как православная, католическая, англиканская, и некоторые лютеранские и методистские церкви. В греческих православных церквях слово cathedral обычно переводится как καθολικόν (калькой которого и является славянское «собор»), что означает «главный, общий храм»; но это название также применяется к монашеским и другим крупным церквям, в том числе не имеющим статуса епископской кафедры. Для церкви, которая служит кафедрой архиепископа или митрополита, используется термин καθεδρικός ναός, что означает «кафедральный храм».
Церковные здания, воплощающие функции кафедрального храма, впервые появляются в Италии, Галлии, Испании и Северной Африке в IV веке, но они не были универсальными в Западной церкви до XII века, и к тому времени уже были разработаны особые архитектурные формы, институциональные структуры и правовая идентичность, что чётко отделяло кафедральные храмы от приходских церквей, монастырских церквей и епископских резиденций. После реформации Христианская церковь в нескольких частях Западной Европы, таких как Шотландия, Нидерланды, некоторые швейцарские кантоны и части Германии, приняла пресвитерианское государственное устройство, которое полностью покончило с властью епископов. Там, где древние соборные здания в этих землях всё-ещё использовались для общинного богослужения, они, как правило, сохраняют титул и достоинство «собора», сохраняя и развивая отдельные функции собора, но лишённые иерархического превосходства. Начиная с XVI века и далее, но особенно с XIX века, церкви, происходящие из Западной Европы, осуществляли активные программы миссионерской деятельности, что привело к созданию большого числа новых епархий с соответствующими кафедральными учреждениями различной формы в Азии, Африке, Австралазии, Океании, Северной и Южной Америке. Кроме того, как Католическая церковь, так и православные церкви сформировали новые епархии для новообращённых и единоверцев-мигрантов. Следовательно, в одном городе нередко можно встретить несколько соборов разных деноминаций.

## Значение статуса

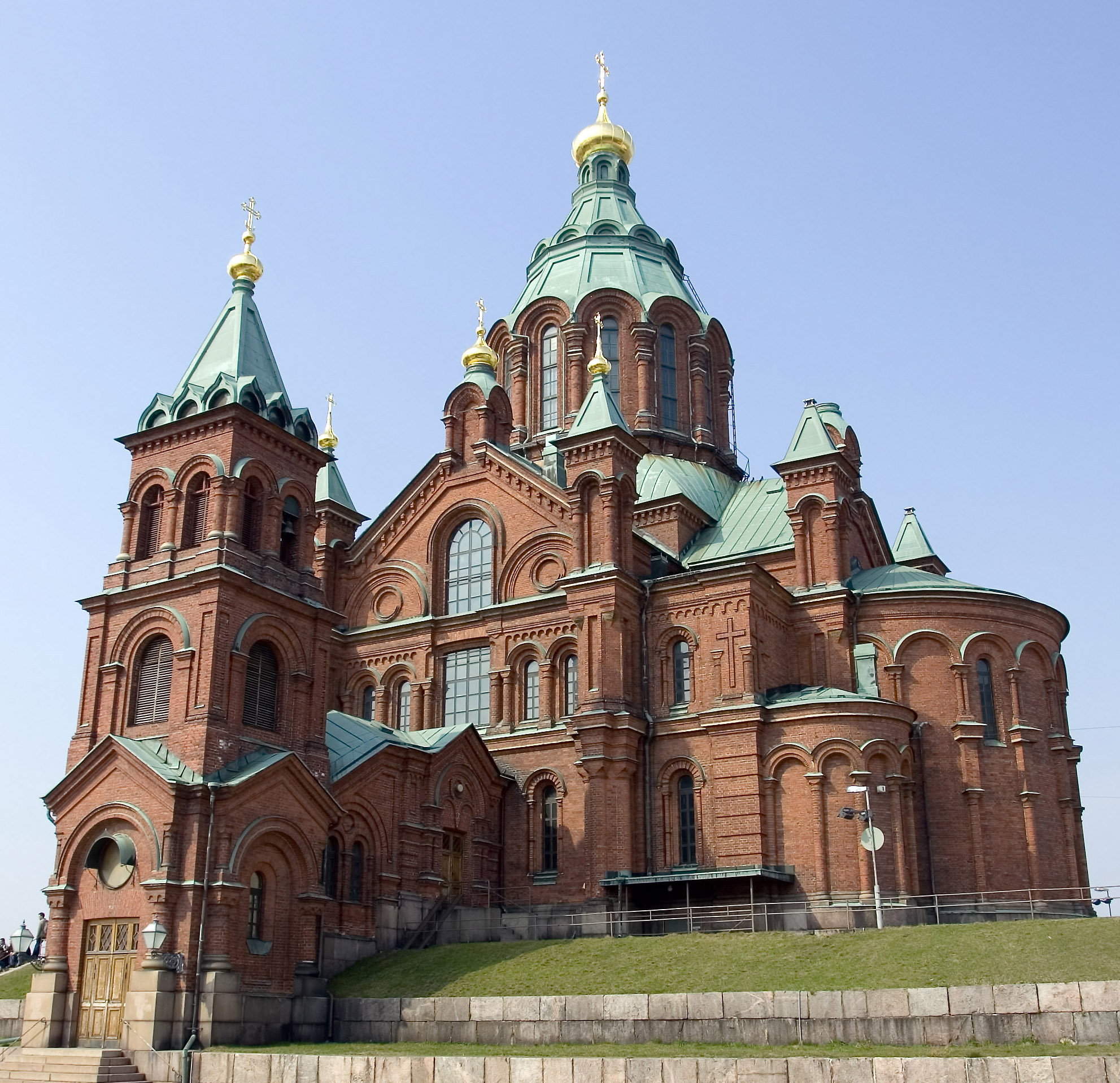
Успенский собор в Хельсинки

В православии статус собора присваивается также главному храму города, монастыря, и имеющим особое значение храмам в столицах.
Как в православии, так и в католицизме, статус собора присваивается храму раз и навсегда. Правящий архиерей может построить или избрать себе для нахождения кафедры другой храм. Тогда новому храму присваивается статус кафедрального собора, за бывшим кафедральным также остаётся наименование собора (хотя в нём и нет епископской кафедры). В Москве, например, «соборами» именуются бывшие патриаршие соборы: Успенский, Архангельский и Благовещенский в Кремле, Покровский (Василия Блаженного) на Красной площади, построенный Иваном Грозным в ознаменование взятия Казани, Богоявленский (Елоховский). При этом «кафедральными» соборами являются Богоявленский и Храм Христа Спасителя.
По размерам собор может не отличаться от обычного приходского храма, но рассчитан на то, что богослужения (главным образом, праздничные) совершаются собором духовенства, то есть в штате храма несколько священников (в идеале — настоятель и 12 сослужащих ему священников, по образу Христа и двенадцати апостолов). В реальности многочисленным духовенство бывает только в главных храмах епархии (например, при титуле «митрополит Смоленский и Калининградский» кафедральные соборы должны быть в Смоленске и Калининграде), где находится архиерейская кафедра. В католических соборах святую мессу даже в праздники зачастую совершает единственный священник.
Термин кафедральный храм не имеет никакого отношения к размеру и декору здания. Тем не менее, большинство кафедральных храмов являются довольно впечатляющими зданиями. Таким образом, термин «кафедральный» (кафедрал или собор) часто применяется в разговорной речи к любой большой и впечатляющей церкви, независимо от того, функционирует ли она как собор.
Кафедральный собор второго епархиального города может быть совсем небольшим по размерам, редко посещаемым епископом (что в совокупности не делает необходимым постоянного нахождения в центре храма кафедры) с небольшим штатом священников (2 или 3).
В монастыре (главным образом в мужском, где насельники из числа монахов часто имеют священный сан, особенно занимающие ключевые должности: благочинный, экклесиарх, ризничий) как правило всегда есть соборный храм, именуемый «кафоликоном».

## Появление соборов
В ранней церкви епископы не сидели, возглавляя богослужение, а вместо этого председательствовали, стоя на возвышении или пульпите (кафедре). В третьем веке выражение «восхождение на пульпит» (ad pulpitum venire), стало стандартным термином для христианского рукоположения. Во время осады Дура-Европоса в 256 году, полная христианская домовая церковь (или domus ecclesiae) была погребена под оборонительном валом и при раскопках сохранилась местами до высоты верха стены. Церковь данного города была переоборудована из большого городского дворового дома стандартной формы, в котором две комнаты были соединены, чтобы получился актовый зал, способный вместить 60—75 человек; в то время как в комнате на противоположной стороне двора был установлен резервуар в качестве баптистерия, над которым висели богатые настенные росписи. В большом зале действительно была обнаружена приподнятая кафедра, достаточно большая, чтобы один человек, в свою очередь, мог читать, проповедовать и председательствовать; но слишком низкая, чтобы быть увенчанной троном, и слишком маленькая, чтобы содержать алтарь. В остальном большая комната не имела никакого убранства или отличительных черт вообще.
В 269 году, вскоре после того, как Дура-Эвропос пал под ударами персидской армии, группа священнослужителей собрала обвинительное письмо против епископа Антиохийского Павла Самосатского в форме открытого письма. Среди обвинений было то, что Павел, получивший гражданский чин дуценария благодаря связям при императорском дворе, неправильно возвёл для себя ограждение, или секрет (secretum), в Антиохийской церкви; что внутри этого ограждения он воздвиг трон, с которого он председательствовал на богослужении; и что он обучил женский хор петь гимны собственного сочинения. Все эти практики были осуждены как нововведения, привнёсшие символы его светской римской магистратуры в церковный ритуал; при этом самонадеянно и кощунственно утверждая, что личность епископа в евхаристическом богослужении восседает на месте самого Христа. И всё же через сто лет все епископы в средиземноморском мире имели соборы, все сидели на тронах в замкнутом пространстве святилища, и все создали обученные хоры для усиления евхаристического богослужения.
Движущим принципом, лежащим в основе этого изменения, было принятие епископами, более или менее охотно, императорского приглашения принять и поддерживать обязанности, достоинство и знаки отличия, присущие государственному магистрату. Римский магистрат председательствовал с возвышенного трона в большом, богато украшенном прямоугольном зале с проходами, называемом «базиликой»; и теперь епископы делали то же самое. Самый ранний из этих новых базиликанских соборов, значительные остатки которых всё ещё видны (и, возможно, один из самых ранних, которые будут построены), находится ниже собора Аквилеи на северной оконечности Адриатического моря. Датируемый мозаичной надписью между 313 и 319 годами, комплекс состоял из двух параллельных залов с восточным и западным проходами одинакового размера; с третьим меньшим поперечным залом с севера на юг, соединяющим их, который был интерпретирован как присутственный зал епископской администрации (episcopium) или резиденции епископа. Три зала создают открытый внутренний двор, в котором первоначально располагался отдельный баптистерий. В обоих больших базиликальных залах сохранились богатые мозаичные тротуары, показывающие (среди прочих сцен) Иона и Кит, а также серия, в основном женских, портретов жертвователей. Похоже, что подобные соборы двойной базилики и баптистерия вскоре были возведены в Милане, Трире и Павии; но впоследствии одно-базиликальные церкви стали более распространённой моделью собора.
Декларация Константина о благосклонности императора к христианству изменила все аспекты христианской жизни в Римской империи. Будучи религией меньшинства, в основном ограниченной городскими районами и ограниченными социальными группами и подверженной официальной вражде и случайным преследованиям, христианство приобрело значительно большее число потенциальных приверженцев из числа всех классов, первоначально в городских районах, но в конечном итоге распространилось на паг, сельские районы, зависимые от города. Следствием этого стало радикальное расширение зданий, финансирования и персонала связанных церковных учреждений на протяжении всего IV века.

## Особенности

### Православие

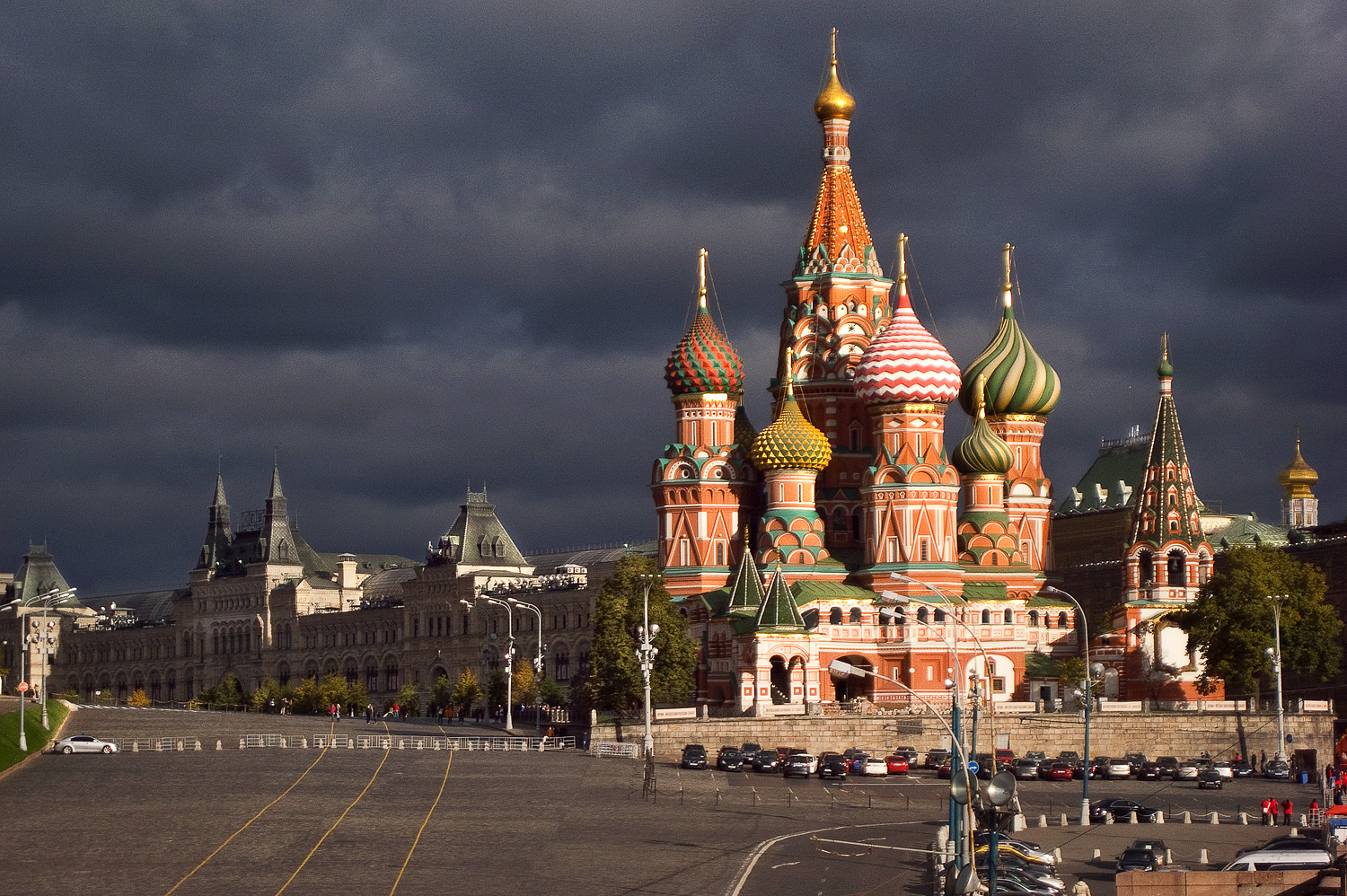
Храм Василия Блаженного

Наряду со зданием, где находится актуальная кафедра епископа, «соборами» именуются здания, где эта кафедра когда-либо была.
Помимо этого, «собором» называется главная церковь монастыря («кафоликон» в современной Греции). Необходимо заметить, что монастырский собор может являться главной церковью епархии.
В синодальный период в истории Русской церкви собор мог, кроме того, обозначать главный храм ведомства, в котором совершал богослужения протопресвитер военного, морского, придворного духовенства, а в полках с длительной историей создавались полковые соборы. В больших городах каждая из административных частей имела свой собор.
Например, в Санкт-Петербурге, помимо главного кафедрального собора города, имелись соборы главных частей города, а также два придворных собора, два морских собора, четыре военных собора, собор всех учебных заведений, а также два мемориальных собора (Сампсониевский и «Спас на крови»). Традиция устройства мемориальных соборов (соборов-памятников) восходит к Древней Руси. В частности, таким собором-памятником являлся знаменитый Собор Покрова на Рву (более известный как храм Василия Блаженного), расположенный в Москве на Красной площади.

### Католицизм

Собор Санта-Мария-дель-Фьоре

В католической традиции термин «кафедрал» («собор») применяется только к церкви, в которой находится местопребывание епархиального епископа. Аббатская церковь территориального аббатства выполняет ту же функцию (то есть в ней размещается резиденция настоятеля), но не приобретает титула. В любой другой юрисдикции, канонически эквивалентной епархии, но не возведённой в статус таковой (прелатура, викариат, ординариат, префектура, апостольская администрация), храм, который выполняет эту функцию, правильно называться «главной церковью» (principal church) соответствующего образования, хотя некоторые все равно использовали термин «кафедральная». Католическая церковь также использует следующие термины:
- Про-кафедрал. Этим словом обозначают храм, временно используемый в качестве кафедрального, как правило, в течение того времени, как кафедральный храм епархии находится в стадии строительства, реконструкции или ремонта. Это обозначение применяется только до тех пор, пока временное использование продолжается.
- Со-кафедрал является вторым кафедральным храмом в епархии, которая имеет две кафедры. Эта ситуация может возникать в силу различных причин, слияние двух бывших епархий, подготовка к разделению епархии или осознанная необходимость выполнения кафедральных функций на втором месте из-за обширности епархиальной территории.
- Прото-кафедрал — бывший кафедральный храм после утраты им кафедрального статуса.

### Протестантизм

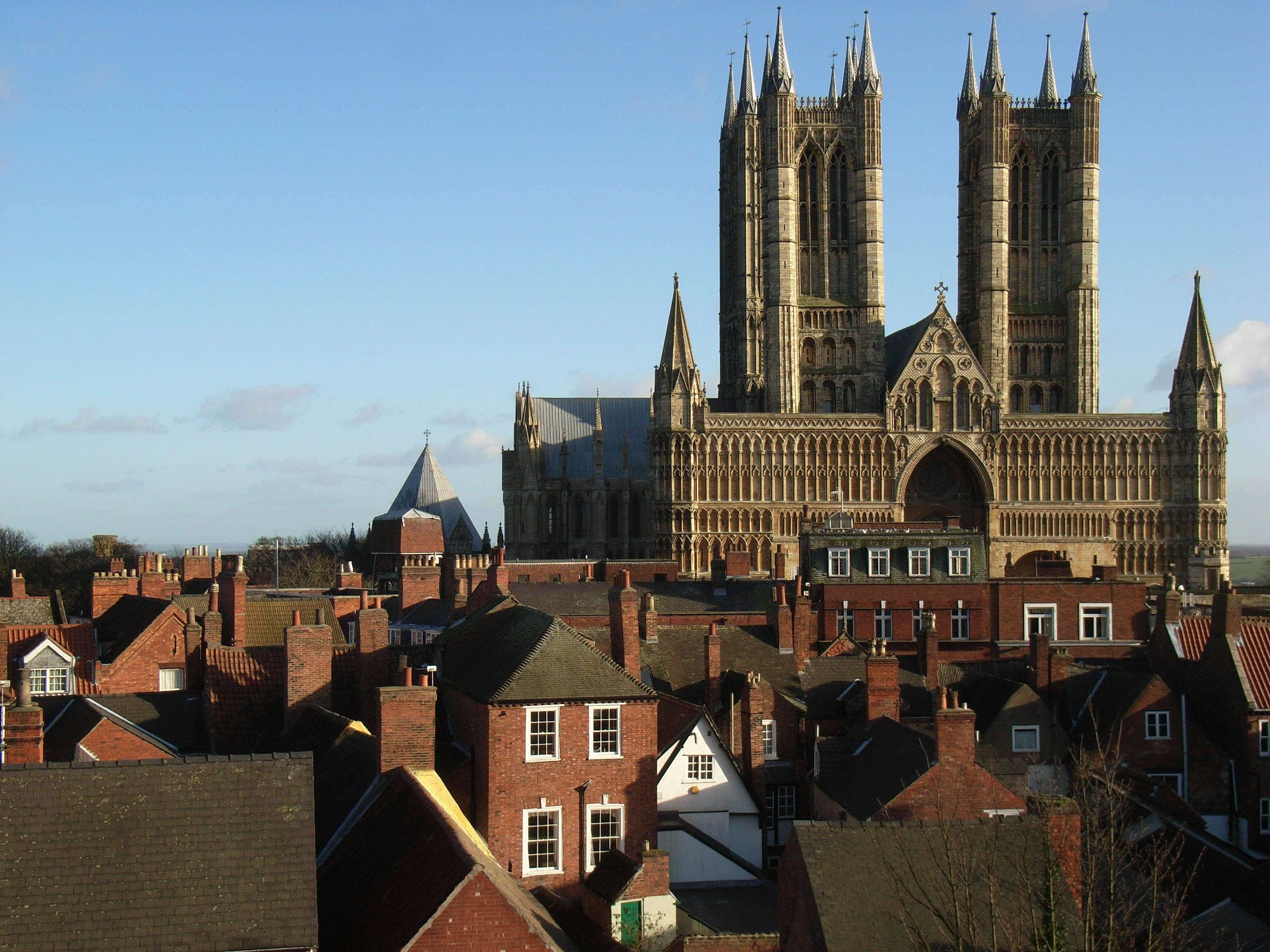
Линкольнский собор

У протестантов (англикан, лютеран) кафедральным собором всегда является храм, где есть или была кафедра епископа. Однако в последнее время название «собор» иногда используется метафорически, например, Арктический собор (приходская церковь в Тромсё) или Хрустальный собор (мегацерковь у пресвитериан, у которых никогда не было института епископата).

## Наиболее известные соборы

### В православии
- Благовещенский собор (Воронеж)
- Благовещенский Собор (Афины, Греция)
- Владимирский собор (Киев, Украина)
- Дмитриевский собор (Владимир, Россия)
- Исаакиевский собор (Санкт-Петербург, Россия)
- Казанский собор (Санкт-Петербург, Россия)
- Петропавловский собор (Санкт-Петербург, Россия)
- Свято-Николаевский кафедральный собор (Белосток, Польша)
- Смольный собор (Санкт-Петербург, Россия)
- Спас на Крови (Санкт-Петербург, Россия)
- Собор Святого Саввы (Белград, Сербия)
- Софийский собор (Киев, Украина)
- Софийский собор (Великий Новгород, Россия)
- Софийский собор (Вологда, Россия)
- Софийский собор (Полоцк, Беларусь)
- Троицкий собор (Тбилиси, Грузия)
- Успенский собор Московского Кремля (Москва, Россия)
- Успенский собор (Владимир, Россия)
- Успенский Собор (Смоленск, Россия)
- Успенский Собор (Тбилиси, Грузия)
- Покровский собор (храм Василия Блаженного) (Москва, Россия)
- Храм Христа Спасителя (Москва, Россия)

### В католицизме
- Латеранский собор (Рим, Италия)
- Собор Святого Петра (Ватикан)
- Собор Санта-Мария-дель-Фьоре (Флоренция, Италия)
- Собор Святого Марка (Венеция, Италия)
- Миланский собор (Милан, Италия)
- Кёльнский собор (Кёльн, Германия)
- Кёнигсбергский кафедральный собор (Кафедральный собор в Калининграде, Россия)
- Франкфуртский собор (Франкфурт, Германия)
- Шпайерский собор (Шпайер, Германия)
- Собор Парижской Богоматери (Париж, Франция)
- Страсбургский собор (Страсбург, Франция)
- Руанский собор (Руан, Франция)
- Амьенский собор (Амьен, Франция)
- Реймсский собор (Реймс, Франция)
- Собор Святого Франциска Ксаверия (Гродно, Беларусь)
- Собор Антверпенской Богоматери (Антверпен, Бельгия)
- Солсберийский собор (Солсбери, Англия)
- Собор Святого Вита (Прага, Чехия)
- Кафедральный собор св. Станислава (Вильнюс, Литва)
- Латинский собор (Львов, Украина)
- Архикафедральный собор Пресвятой Девы Марии (Минск, Беларусь)
- Собор Непорочного Зачатия Пресвятой Девы Марии (Москва, Россия)
- Базилика Святого Адальберта (Эстергом, Венгрия)
- Базилика Святого Иштвана (Будапешт, Венгрия)
- Церковь Матьяша (Будапешт, Венгрия)

### В протестантизме
- Собор Святого Николая (Хельсинки, Финляндия)
- Минстерский собор (Йорк, Великобритания)
- Берлинский кафедральный собор (Берлин, Германия)
- Домский собор (Рига, Латвия)
- Домский собор (Таллин, Эстония)
- Ульмский собор (Ульм, Германия)
- Кентерберийский собор (Кентербери, Великобритания)

### Возникшие до разделения церквей
- Собор Святого Петра в Риме
- Софийский собор в Константинополе
- Софийский собор в Киеве
- Софийский собор в Великом Новгороде

## Списки соборов
- Список кафедральных соборов России
- Список соборов Франции
- Список соборов Новгородской области